# موزز ئی. کلپ
موزز ئی. کلپ (به انگلیسی: Moses Edwin Clapp) سناتور سابق عضو حزب جمهوری‌خواه ایالات متحده آمریکا بود. وی در سال ۱۹۰۱ تا ۱۹۱۷ میلادی سناتور ایالت مینه‌سوتا در سنای ایالات متحده آمریکا بود.